# Argumento das revelações inconsistentes

Distribuição das maiores religiões do mundo

O argumento das revelações inconsistentes é um argumento contra a existência de Deus. 
O argumento consiste em dizer que não é certo que algum deus exista porque existem inúmeras religiões na história, assim teólogos e crentes criaram revelações que são mutuamente excludentes. A resposta para o questionamento da existência de Deus tem que levar em conta as deidades de outras crenças. Também é argumentado que é difícil aceitar a existência de um deus sem uma revelação pessoal. A maior parte dos argumentos a favor da existência de Deus não especificam uma única religião e podem ser usadas por outras crenças com o mesmo nível de validade. A aceitação de uma religião, portanto, é posta em xeque quando colocada a frente dos argumentos de outra crença e, sem uma revelação pessoal, é sistematicamente inviável aceitar qualquer uma delas. 
Os cristãos aceitam que Jesus é o salvador do mundo, já os judeus não. Os muçulmanos creem que o Corão tem autoridade divina, enquanto os cristãos não compartilham a mesma visão. Existem muitos exemplos de crenças que se contrastam em relação as doutrinas fundamentais. O próprio cristianismo tem inúmeras vertentes que são incompatíveis entre si. Um caso claro é que a Igreja Católica prega a virgindade da mãe de Jesus, Maria, algo que muitas igrejas protestantes não aceitam.  

## Descrição formal
Formalmente, o argumento é apresentado dessa maneira
- A existência de algum deus é certa
- Existe um determinado número de crenças (n) distintas, mutuamente excludentes que as pessoas podem crer
- Não existe forma a priori de saber qual delas é verdadeira em relação as demais.

Então, a probabilidade de saber a religião correta não pode ser maior que 1/n. Assim, se somente existisse duas crenças distintas, a probabilidade de eleger a fé verdadeira seria de 1/2 ( 50%). Com quatro crenças distintas, resultaria em 1/4 (25%), e assim sucessivamente. 
Na prática existem centenas de religiões, o que significa que escolher a fé correta tem chances mínimas, menos de 1%. Isso é considerado no caso em que damos importância para as religiões independente do número de praticantes. 

## Ocorrências
O argumento tem ocorrência na obra de Voltaire, Cândido, ou O Otimismo. O argumento também é citado por Denis Diderot: Qualquer que seja a prova da existência do deus cristão, um imame poderia raciocinar exatamente da mesma forma. 